# 존베네 램지
존베넷 패트리샤 램지(JonBenét Patricia Ramsey, 1990년 8월 6일 ~ 1996년 12월 25일)는 의문의 죽음을 당한 6살 소녀이다.
그녀는 미국 콜로라도주 볼더에서 부모와 배다른 이복 오빠 1명, 친 오빠와 함께 거주하고 있었는데, 1996년 크리스마스 다음날 실종된 지 여덟 시간 만에 자택의 지하실에 위치한 와인 저장고서 자신이 아끼던 담요에 덮인 채, 나일론 끈으로 목이 졸려 살해된 시신으로 발견되었다. 부검 결과, 사망 원인은 극심한 구타와 두개골 골절, 질식사로 밝혀졌다.
경찰 조사에도 불구하고 용의자 검거에 대한 유력한 증거가 나오지 않았고, 피해자인 램지 양이 콜로라도 주의 어린이 미인대회 및 각종 미소녀 선발 대회에서 1위로 뽑힐 정도로 미모가 뛰어났기 때문에 1990년대 후반 미국 전역을 충격에 빠트렸고, 전국적인 관심을 끌었다. 하지만 2001년 공소시효가 만료되면서 사건의 수사는 임시적으로 종결.
2006년 8월 16일, 태국 방콕에서 또 다른 성범죄로 구금중이던 미국인 존 마크 카가 체포되어 범행일체를 자백하면서 범행 10년 만에 다시 언론의 주목을 받았다. 그러나 조사 결과 존 마크 카를 범인으로 단정지을 수 있는 증거가 부족하다는 것이 드러났고, 사건은 여전히 미궁에 빠져 있다.
해외에서는 가족에 의한 고의적 살인이나 사고사 설이 유력하다는 반응.